# Дитвилер
Дитвилер (фр. Dietwiller) насеље је и општина у источној Француској у региону Алзас, у департману Горња Рајна која припада префектури Милуз.
По подацима из 2011. године у општини је живело 1401 становника, а густина насељености је износила 126,67 становника/km². Општина се простире на површини од 11,06 km². Налази се на средњој надморској висини од 250 метара (максималној 304 m, а минималној 240 m).

## Демографија
| 1962. | 1968. | 1975. | 1982. | 1990. | 1999. | 2011. |
| ----- | ----- | ----- | ----- | ----- | ----- | ----- |
| 324   | 337   | 470   | 1.053 | 1.258 | 1.189 | 1.401 |

График промене броја становника у току последњих година